# Eynhallow

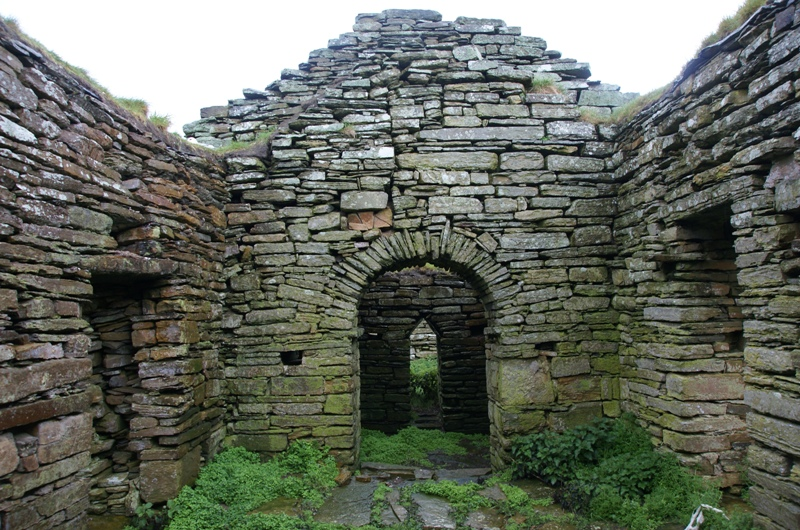
Ruinas de la iglesia de Eynhallow

Eynhallow es una pequeña isla localizada en el archipiélago de las Órcadas, en Escocia. Se encuentra ubicada entre las dos islas de Mainland y Rousay en lo que es conocido como el canal de Eynhallow. La isla lleva deshabitada desde 1851.
La principal atracción de la isla es su iglesia, del siglo XX o anterior, quizá originalmente parte de un monasterio.